# نوكيا 6370
نوكيا 6370 هو أحد أجهزة نوكيا، شركة الهواتف والتقنية النقالة. يأتي هذا الجهاز مع شاشة نوعها 96 * 65 ذو لون واحد (مونوكروم). تم إصدار هذا الجهاز في 2002. أما بالنسبة لوضعية إنتاجه الحالية فلم يعد يتم إنتاجه. تقنيته/تردده هي سي دي إم أيه 2000. جيل الجهاز هو DCT4. عامل الشكل (التصميم) للجهاز هو "قطعة حلوى.